# اتهام (قانون)

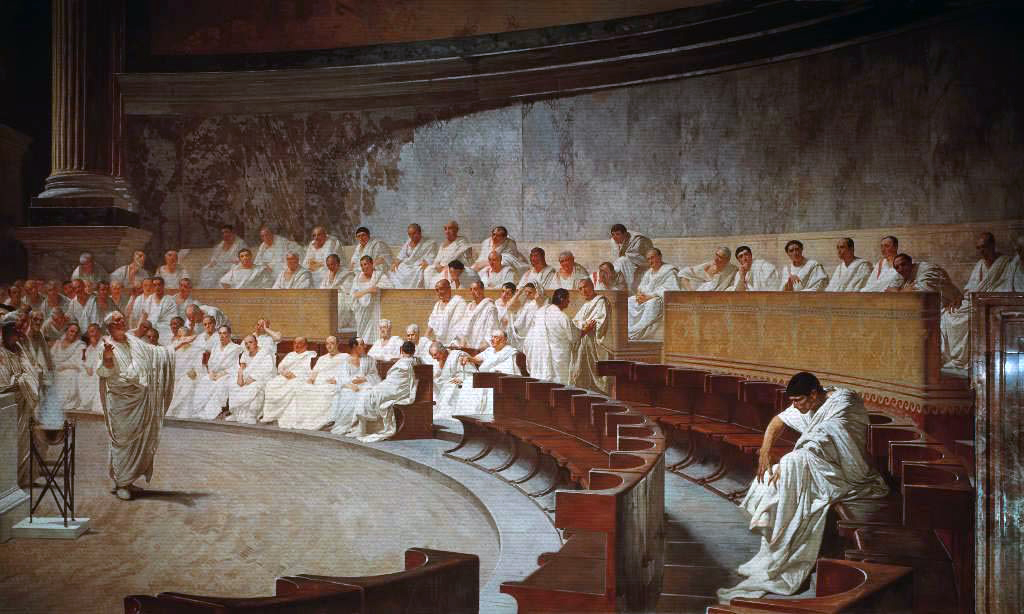
شيشرون يقاضي كاتيلينا أمام مجلس الشيوخ الروماني

الاتهام مصطلح قانوني يستخدم في بعض الأقطار ويُعرض في شكل بيان مكتوب يتهم شخصا أو أكثر بارتكاب جريمة معينة. في لائحة الاتهام تشهر المحكمة المتهم بالجرم الذي اقترفه على حد سواء. ومن الممكن تعديل لائحة الاتهام أثناء نظر القضية إذا لم يتمخض عن ذلك إلحاق ظلم بأحد. والجرائم الخطيرة فقط هي التي تحاكم بإعلان لوائح الاتهام (غير أنه ووفقاً لقانون الإجراءات الجزائية الفلسطيني رقم 3 لسنة 2001 كل شخص إرتكب جرم يعتبر متهَمًا وتنظم بحقه لائحة إتهام للمحكمة المختصة بغض النظر عن جسامة التهمة المرتكبة من عدمها)، ومن ثم فإنها تسمى الجرائم التي توجه فيها لوائح الاتهام. ولا يمكن أن يدان شخص بارتكاب جريمة أخطر من تلك التي وردت في لائحة اتهامه. ويفصل القانون في شكل ولغة أية لائحة اتهام.